# Joseph B. Foraker
Joseph Benson Foraker, ameriški republikanski politik, * 5. julij 1846, Highland County, † 10. maj 1917, Cincinnati. 
Ko je bil star 16 let, Foraker odločil vpisati v vojsko Unije med ameriško državljansko vojno. Med letoma 1886 in 1890 je bil guverner Ohia, in med letoma 1897 in 1909 je bil republikanski senator iz Ohio.